# Maestro Piero
El Mestre Piero, també conegut com a Magister Piero (c. 1300 – c. 1350), va ser un compositor italià. Va ser un dels primers compositors del segle XIV coneguts pel seu nom i probablement un dels més antics. És especialment recordat pels seus madrigals.

## Biografia
No es coneixen detalls sobre la seva vida, tret dels que es poden deduir de la seva música i d'una il·lustració que probablement conté la seva imatge. Se'l representa com un home d'entre 50 i 60 anys en una il·lustració bolonyesa de la primera meitat del segle XIV, cosa que suggereix que probablement va néixer abans del 1300. A diferència de molts compositors del segle XIV, no era florentí, ja que no apareix a la crònica de Filippo Villani, que inclou tots els músics actius a Florència al segle XIV. Piero probablement era d'Assís i se sap que va servir a Milà i Verona sota les famílies Visconti i della Scala, respectivament. També podria haver estat a Pàdua amb Antonio della Scala abans de traslladar-se a Verona, juntament amb el compositor Giovanni da Cascia (Giovanni da Firenze). També va estar associat amb el compositor Jacopo da Bologna durant aquest període, i sembla que els tres músics van participar en un concurs per composar el text d'un madrigal, però de fet van compondre un cicle sencer. Aquest concurs es va datar el 1349 o posterior, molt a prop del final de la vida de Piero. No hi ha constància de cap activitat de Piero o Giovanni da Cascia després del 1351. Un o tots dos van morir a conseqüència de la pesta negra que va assolar el nord d'Itàlia en aquell moment.

## Música
Només vuit de les seves composicions definitives han sobreviscut, a més de dues altres cacce que se li atribueixen basant-se en similituds estilístiques. Totes les composicions són música secular: sis madrigals i dues cacce. Les vuit composicions es conserven a la Biblioteca Nacional de Florència. Dues d'elles també s'inclouen al Còdex Rossi.
Els madrigals de Piero són les obres més antigues que es conserven en aquesta forma en què s'empra el cànon. Els madrigals són per a dues veus i les dues cacce per a tres; el que distingeix la seva obra de la dels seus contemporanis és el seu ús freqüent del cànon, particularment en el ritornello dels seus madrigals. Les obres de Piero demostren clarament l'evolució de la forma a tres veus de la caccia en comparació amb el madrigal, en què la part canònica del madrigal es va convertir en un cànon a dues veus, sobre un tenor, característic de la caccia.

## Obres

### Madrigals a dues veus i madrigalcaccia
1. All'ombra d'un perlaro
2. Cavalcando con un giòvine
3. Ogni diletto
4. Quando l'àire comença
5. Sì com'al canto
6. Sovra un fiume regale

### Caccia (tres veus)
1. Con brachi assai
2. Con dolce brama